# Акиха-ку
Акиха-ку (яп. 秋葉区) — район города Ниигата префектуры Ниигата в Японии. По состоянию на 1 июня 2011 года население района составило 77 170 человек, плотность населения — 809,1 чел./км².

## История
Район был создан 1 апреля 2007 года, когда Ниигата получила статус города, определённого указом правительства. В него вошли бывшие города Ниицу и Косудо.

## Достопримечательности
- Ботанический сад префектуры Ниигата